# Stenotritus greavesi
Stenotritus greavesi is een vliesvleugelig insect uit de familie Stenotritidae. De wetenschappelijke naam van de soort is voor het eerst geldig gepubliceerd in 1930 door Rayment.